# Felicola isidoroi
Felicola isidoroi, o piolho ibérico do lince, é uma espécie de piolho mastigador.
É conhecido apenas a partir de um único espécime', um macho, e provavelmente desapareceu quando os últimos sobreviventes da sua espécie hospedeira (o lince-ibérico) foram levados para cativeiro e desparasitadoss.
A fêmea nunca foi vista. O exemplar tipo está na coleção do Museu Nacional de Ciências Naturais em Madri.